# Hemiblossia tana
Hemiblossia tana är en spindeldjursart som först beskrevs av Roewer 1933.  Hemiblossia tana ingår i släktet Hemiblossia och familjen Daesiidae. Inga underarter finns listade i Catalogue of Life.